# Ubalá (ort)
Ubalá är en ort i Colombia.   Den ligger i departementet Cundinamarca, i den centrala delen av landet, 170 km öster om huvudstaden Bogotá. Ubalá ligger 188 meter över havet och antalet invånare är 1 886.
Terrängen runt Ubalá är mycket platt. Runt Ubalá är det mycket glesbefolkat, med 3 invånare per kvadratkilometer. Det finns inga andra samhällen i närheten. Omgivningarna runt Ubalá är huvudsakligen savann.